# Coppa Internazionale 1931-1932
La seconda edizione della Coppa Internazionale venne disputata tra il 1931 e il 1932. Venne disputato un girone all'italiana con gare di andata e ritorno fra le cinque squadre coinvolte nel torneo. Fu vinta dall'Austria.

## Risultati e classifica
Classifica finale:
| Pos. | Squadra        | Pt | G | V | N | P | GF | GS | DR  |
| ---- | -------------- | -- | - | - | - | - | -- | -- | --- |
| 1.   | Austria        | 11 | 8 | 4 | 3 | 1 | 19 | 9  | +10 |
| 2.   | Italia         | 9  | 8 | 3 | 3 | 2 | 14 | 11 | +3  |
| 3.   | Ungheria       | 8  | 8 | 2 | 4 | 2 | 17 | 15 | +2  |
| 4.   | Cecoslovacchia | 7  | 8 | 2 | 3 | 3 | 18 | 19 | -1  |
| 5.   | Svizzera       | 5  | 8 | 2 | 1 | 5 | 16 | 30 | -14 |

Legenda:
       Vincitore della Coppa Internazionale.
Note:
Due punti a vittoria, uno a pareggio, zero a sconfitta.
Risultati della competizione:

| Arbitro: | Paul Ruoff |

|                                       |           |                   |
| Giuseppe Meazza 34’ Raimundo Orsi 52’ | Marcatori | 4’ Johann Horvath |

| Arbitro: | Peco Bauwens |

|                                                |           |                           |
| František Svoboda 35’, 66’ František Junek 45’ | Marcatori | 11’, 33’, 53’ István Avar |

| Arbitro: | Stanley Rous |

|                           |           |                     |
| André Abegglen 70’ (rig.) | Marcatori | 85’ Renato Cesarini |

| Arbitro: | Paul Ruoff |

|                                      |           |                 |
| Johann Horvath 42’ Walter Nausch 37’ | Marcatori | 38’ Josef Silný |

| Arbitro: | Rinaldo Barlassina |

|                                                                                     |           |                       |
| István Avar 3’, 71’, 87’ Gábor P. Szabó 35’ (rig.) Jenő Kalmár 75’ Mihai Táncos 76’ | Marcatori | 4’, 8’ André Abegglen |

| Vienna 3 maggio 1931, ore 17:00 UTC+1 | Austria     | 0 – 0 referto | Ungheria | Hohe Warte Stadion (43 000 spett.)\| Arbitro: \| René Mercet \| |
| Arbitro:                              | René Mercet |               |          |                                                                 |

| Arbitro: | Albino Carraro |

|                                                                        |           |                                                              |
| Karel Bejbl 12’, 53’, 82’ Josef Silný 48’, 58’ Vojtěch Bradáč 64’, 80’ | Marcatori | 5’ Mario Fasson 33’ (rig.) Albert Büche 35’ Hermann Springer |

| Arbitro: | Peco Bauwens |

|                                            |           |                       |
| Gábor P. Szabó 42’ (rig.) Illés Spitz 65’, | Marcatori | 56’, 86’ Karl Zischek |

| Arbitro: | Paul Ruoff |

|                                                |           |                            |
| Alfredo Pitto 53’ Fulvio Bernardini 57’ (rig.) | Marcatori | 55’, 83’ František Svoboda |

| Arbitro: | František Cejnar |

|                    |           | |
| André Abegglen 32’ | Marcatori | 10’, 63’ Fritz Gschweidl 33’ Karl Zischek 58’ Adolf Vogl 61’ Matthias Sindelar 49’, 80’, 86’ Anton Schall |

| Arbitro: | René Mercet |

|                                                           |           |                      |
| Julio Libonatti 22’ Raimundo Orsi 56’ Renato Cesarini 90’ | Marcatori | 53’, 60’ István Avar |

| Arbitro: | Peco Bauwens |

|                                 |           |  |
| Francisco Fedullo 30’, 32’, 55’ | Marcatori |  |

| Arbitro: | Paul Ruoff |

|                            |           |                     |
| Matthias Sindelar 56’, 58’ | Marcatori | 66’ Giuseppe Meazza |

| Arbitro: | Louis Raguin |

|                                                                     |           |                    |
| André Abegglen 17’, 41’ Max Abegglen 28’, 48’ Leo-Paul Billeter 80’ | Marcatori | 63’ Vojtěch Bradáč |

| Arbitro: | Sophus Hansen |

|                       |           |                        |
| Géza Toldi 44’ (rig.) | Marcatori | 4’ Raffaele Costantino |

| Arbitro: | Moritz Fuchs |

|                       |           |                      |
| František Svoboda 36’ | Marcatori | 2’ Matthias Sindelar |

| Arbitro: | Stanley Rous |

|                                                           |           |                       |
| Willy von Känel 47’ Raymond Passello 64’ Max Abegglen 81’ | Marcatori | 79’ (aut.) Max Weiler |

| Arbitro: | Otto Olsson |

|                               |           |                 |
| Géza Toldi 78’ Pál Titkos 81’ | Marcatori | 73’ Antonín Puč |

| Arbitro: | František Cejnar |

|                                           |           |                  |
| Heinrich Müller 14’ Anton Schall 54’, 67’ | Marcatori | 68’ Max Abegglen |

| Arbitro: | Peco Bauwens |

|                                               |           |                      |
| Vojtěch Bradáč 28’ (rig.) Oldřich Nejedlý 59’ | Marcatori | 54’ Giovanni Ferrari |

## Formazione campione
Josef Adelbrecht,
Josef Blum,
Georg Braun,
Leopold Facco,
Friederich Franzl,
Karl Gall,
Friedrich Gschweidl,
Rodolphe Hiden,
Heinrich Hiltl,
Johann Horvath,
Anton Janda,
Johann Klima,
Johann Luef,
Hans Mock,
Heinrich Müller,
Leopold Hofmann,
Walter Nausch,
Peter Platzer,
Karl Rainer,
Anton Schall,
Karl Schott,
Roman Schramseis,
Karl Sesta,
Ignaz Sigl,
Matthias Sindelar,
Josef Smistik,
Karl Szoldatics,
Gustav Tögel,
Adolf Vogl,
Hans Walzhofer,
Karl Zischek

## Classifica marcatori
| Calciatore        | Squadra        | Gol |
| ----------------- | -------------- | --- |
| István Avar       | Ungheria       | 8   |
| František Svoboda | Cecoslovacchia | 7   |
| André Abegglen    | Svizzera       | 6   |
| Anton Schall      | Austria        | 5   |
| Max Abegglen      | Svizzera       | 4   |
| Matthias Sindelar | Austria        | 4   |